# Trynidad i Tobago na Igrzyskach Imperium Brytyjskiego 1938
Trynidad i Tobago wystartowały na Igrzyskach Imperium Brytyjskiego w 1938 roku w Sydney jako jedna z 15 reprezentacji. Była to trzecia edycja tej imprezy sportowej oraz drugi start trynidadzkich zawodników. Reprezentacja nie zdobyła żadnego medalu.

## Skład reprezentacji
Lekkoatletyka
- Tracket John Ashmead - skok wzwyż (1,73 m - 11. miejsce), skok w dal (nie pojawił się na starcie)
- John Rhodes Cumberbatch - bieg na 110 jardów (4. miejsce w półfinale), bieg na 220 jardów (6. miejsce w półfinale)
- Noel Stanford - bieg na 880 jardów (7. w swoim biegu eliminacyjnym), bieg na 1 milę (odpadł w eliminacjach), bieg na 6 mil (nie ukończył), maraton (nie ukończył)